# 天主教大瀑布城-比灵斯教区
天主教大瀑布城-比靈斯教區（拉丁語：Dioecesis Magnocataractensis-Billingensis）是美國一個羅馬天主教教區，屬波特蘭總教區。
範圍包括蒙大拿州東部，教座位於大瀑布城。2006年有教友51,629人、66個堂區、74名司鐸。現任教區主教為彌額爾·威廉·華費爾。1883年3月5日成立蒙大拿宗座代牧區。1904年5月18日自赫勒拿教區分出升為教區，1984年2月14日易名至今。